# Tyrannochthonius alabamensis
Tyrannochthonius alabamensis és una espècie d'aràcnid de l'ordre Pseudoscorpionida de la família Chthoniidae.
Fou descoberta per William B. Muchmore l'any 1996.

## Distribució geogràfica
Es troba a Alabama (Estats Units).